# Joselyn Brea
Joselyn Daniely Brea Abreu (12 de agosto de 1994) es una deportista hispano-venezolana que compite en duatlón y atletismo. Ganó dos medallas de oro en el Campeonato Mundial de Duatlón, en los años 2021 y 2022, y una medalla de bronce en el Campeonato Europeo de Duatlón de 2020. Además, ganó dos medallas de oro en los Juegos Panamericanos de 2023, compitiendo en atletismo.

## Palmarés internacional
| Representando a España    |                             |                   |            |
| Campeonato Europeo        |                             |                   |            |
| Año                       | Lugar                       | Medalla           | Prueba     |
| 2020                      | Punta Umbría (España)       | Medalla de bronce | Individual |
| Representando a la ITU    |                             |                   |            |
| Campeonato Mundial        |                             |                   |            |
| Año                       | Lugar                       | Medalla           | Prueba     |
| 2021                      | Avilés (España)             | Medalla de oro    | Individual |
| Representando a Venezuela |                             |                   |            |
| Campeonato Mundial        |                             |                   |            |
| Año                       | Lugar                       | Medalla           | Prueba     |
| 2022                      | Târgu Mureș (Rumania)       | Medalla de oro    | Individual |
| Juegos Mundiales          |                             |                   |            |
| Año                       | Lugar                       | Medalla           | Prueba     |
| 2022                      | Birmingham (Estados Unidos) | Medalla de bronce | Individual |

| Representando a Venezuela |                           |                   |        |
| Juegos Panamericanos      |                           |                   |        |
| Año                       | Lugar                     | Medalla           | Prueba |
| 2023                      | Santiago de Chile (Chile) | Medalla de oro    | 1500 m |
| 2023                      | Santiago de Chile (Chile) | Medalla de oro    | 5000 m |
| Campeonato Iberoamericano |                           |                   |        |
| Año                       | Lugar                     | Medalla           | Prueba |
| 2022                      | La Nucía (España)         | Medalla de oro    | 5000 m |
| Campeonato Sudamericano   |                           |                   |        |
| Año                       | Lugar                     | Medalla           | Prueba |
| 2021                      | Guayaquil (Ecuador)       | Medalla de oro    | 1500 m |
| 2021                      | Guayaquil (Ecuador)       | Medalla de bronce | 5000 m |
| Juegos Suramericanos      |                           |                   |        |
| Año                       | Lugar                     | Medalla           | Prueba |
| 2022                      | Asunción (Paraguay)       | Medalla de plata  | 5000 m |